# القوات الجوية لجمهورية لاوس
القوات الجوية لجمهورية لاوس (بالإنجليزية: Lao People's Liberation Army Air Force)‏ هي فرع القوات الجوية من القوات المسلحة لجمهورية لاو.